# Georg Benedict Winer
Johann Georg Benedict Winer (født 13. april 1789 i Leipzig, død 12. maj 1858 sammesteds) var en protestantisk teolog.
Winer, der var professor ved universitetet i sin fødeby indlagde sig stor fortjeneste af bibelforskningens sproglige side. Hans hovedværker er Biblisches Realwörterbuch (1820) og Grammatik des neutestamentlichen Sprachidioms (1822), der begge har oplevet en række oplag og begge er banebrydende ved deres mange nye undersøgelser og synspunkter.